# Deicide
Deicide (en español Deicidio del latín deicīda, «dícese de los que dieron muerte a un dios»), es una banda estadounidense de death metal originaria de Tampa, Florida, formada en 1987 por el vocalista y bajista Glen Benton, los hermanos y guitarristas Eric y Brian Hoffman, y el baterista Steve Asheim.
En 1992, el sistema Nielsen SoundScan clasificó a Deicide en el número dos, detrás de Cannibal Corpse, como la banda de death metal con más álbumes vendidos. En noviembre de 2003, sus dos primeros álbumes, Deicide y Legion, se clasificaron en el segundo y tercer lugar respectivamente, dentro de los álbumes más vendidos del death metal según The SoundScan Era. Además la revista inglesa de metal extremo Terrorizer ha posicionado numerosos álbumes de Deicide en su lista «Terrorizer Albums of the Year».
La polémica ha acompañado a la banda desde sus inicios, dado lo explícito de sus letras anticristianas y satánicas, que hacen una fuerte crítica hacia el mundo moderno y la idea de Dios, como por varias declaraciones y hechos diversos llevados a cabo por su líder Benton. Dichas declaraciones tuvieron como consecuencia la prohibición de tocar en varios países. Benton se presentó ante el mundo como un personaje oscuro y en contra de toda la moral cristiana. Con una potencia única, el músico hace un duro señalamiento a lo que él considera una moral nociva. Minuto a minuto trata de pisotear las creencias de los cristianos, con estos actos hace una ácida crítica a esta sociedad.

## Historia

### Carnage y Amon (1987–1989)
Los hermanos y guitarristas Eric y Brian Hoffman y el baterista Steve Asheim, tocaban por primera vez juntos en 1987 en una banda denominada Carnage de Tampa Florida, pero pronto formaron un nuevo proyecto bajo el nombre Amon, con el cual publicaron su primer maqueta Feasting the Beast (1987), con el apoyo del bajista y voces del controvertido Glen Benton, el cual ingreso a la banda por un anuncio publicado en una revista de música local. Después de grabar su segunda maqueta Sacrificial (1989), Amon cambió su nombre a Deicide por sugerencia de la discográfica Roadrunner Records, porque existiría diferencias relativas a temas comerciales como la publicidad y los derechos de autor, por la canción «"Amon" Belongs to "Them"» del álbum de estudio Conspiracy (1989) de King Diamond.
Los demos fueron posteriormente reeditados en el álbum recopilatorio Amon: Feasting the Beast (1993) de Deicide.

### Deicide (1989–presente)
Deicide fue formado en Tampa, Florida en 1987, la formación original de la banda consistía en Glen Benton como vocalista y bajista, los hermanos Eric Hoffman y Brian Hoffman en las guitarras, y Steve Asheim en la batería. Juntos, los hermanos Hoffman solían tocar solos muy técnicos y a gran velocidad con riffs traslapados, lo que le dio a Deicide un sonido bastante pesado y unas complejas estructuras en las canciones. Esta formación se mantuvo intacta hasta el 25 de noviembre de 2004, cuando los hermanos Hoffman dejan la banda y son reemplazados por Jack Owen (ex-Cannibal Corpse), y Dave Suzuki de Vital Remains. Siguiente a un tour, Suzuki fue reemplazado por Ralph Santolla (Ex-Death, Iced Earth y Sebastian Bach). Santolla declaró ser católico lo que provocó algo de shock y ridículo entre los fanes de Deicide. A pesar de esto, El álbum The Stench of Redemption recibió críticas positivas, y ha sido uno de los más vendidos de la banda.
El 20 de julio de 2007 fue anunciado que Ralph Santolla había dejado Deicide. Participó con la banda de Death metal Obituary. Santolla aparece en su último álbum "Xecutioner's Return" - reemplazando a Allen West - y estará de tour con ellos en soporte de este álbum.

## Discografía
- 1990: Deicide
- 1992: Legion
- 1995: Once Upon the Cross
- 1997: Serpents of the Light
- 2000: Insineratehymn
- 2001: In Torment in Hell
- 2004: Scars of the Crucifix
- 2006: The Stench of Redemption
- 2008: Till Death Do Us Part
- 2011: To Hell With God
- 2013: In the of Minds of Evil
- 2018: Overtures of Blasphemy
- 2024: Banished by Sin

## Miembros

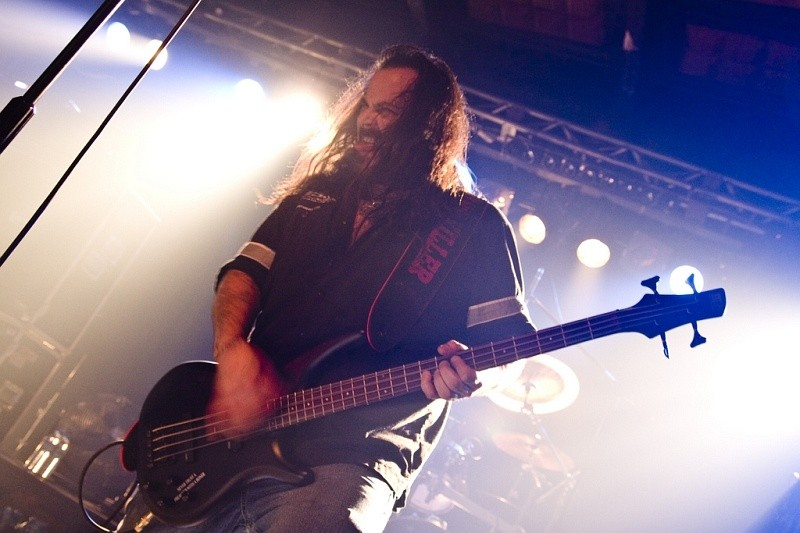
Glen Benton voz, bajo
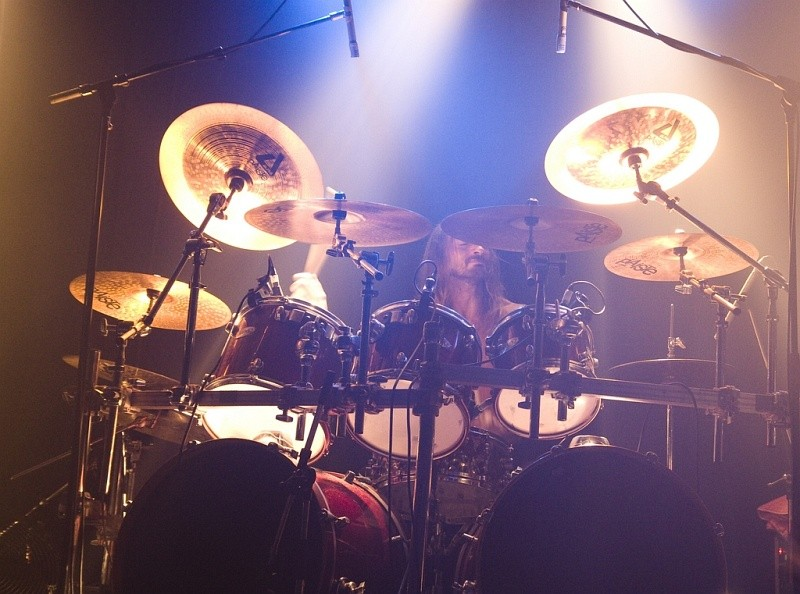
Steve Asheim batería
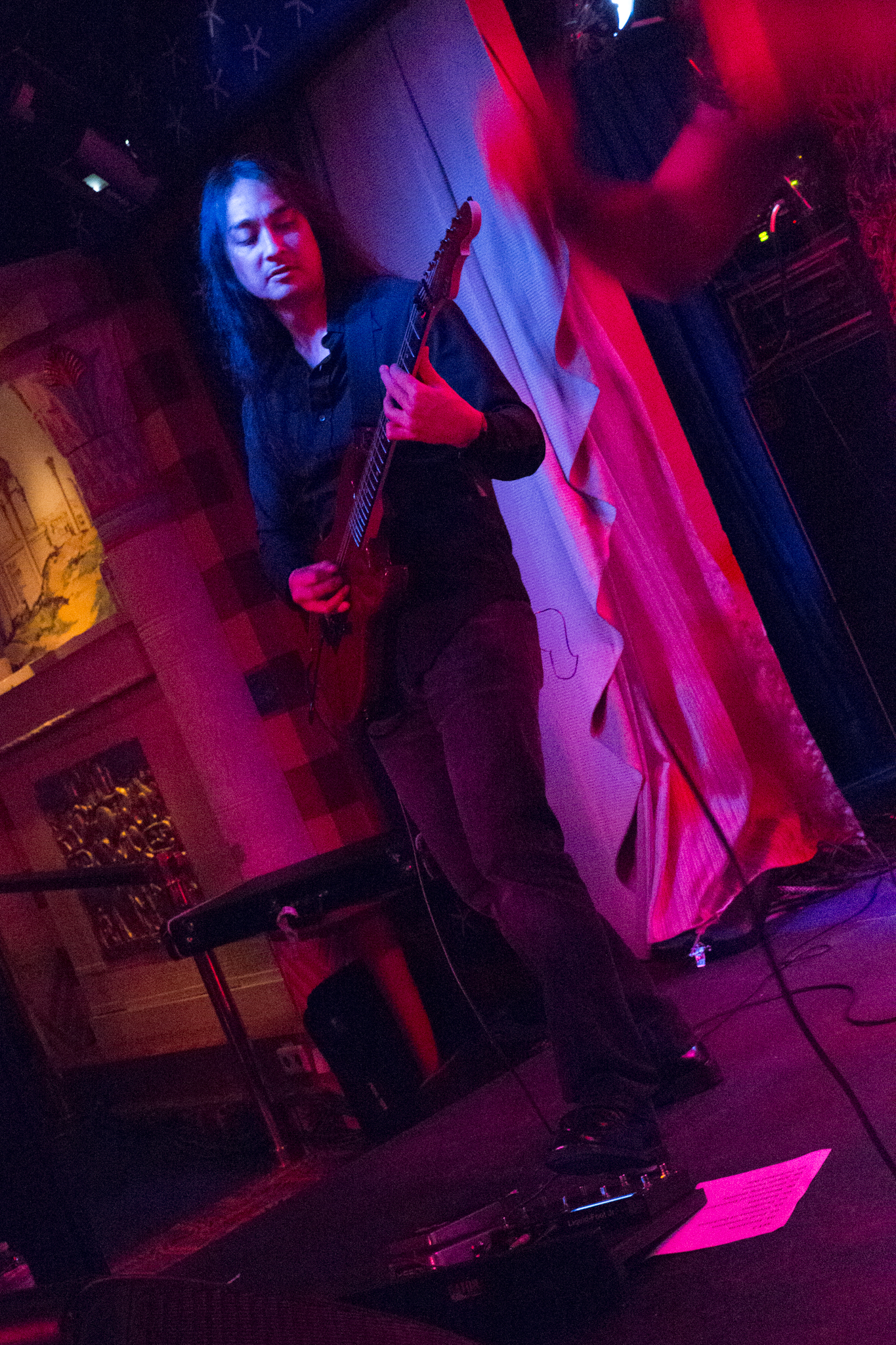
Mark English guitarrista
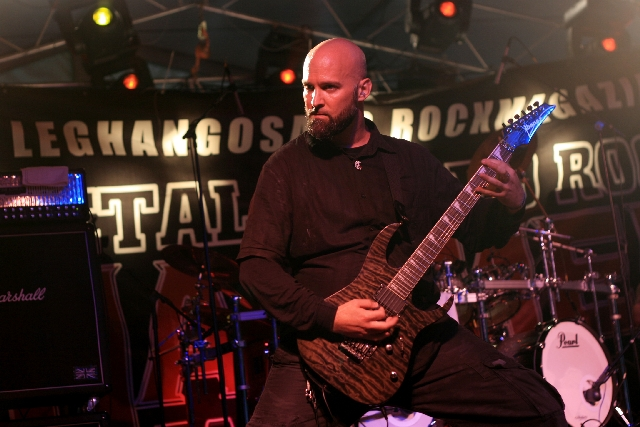
Kevin Quirion guitarrista de apoyo

Antiguos miembros
- Eric Hoffman - guitarrista (1987-2004)
- Brian Hoffman - guitarrista (1987-2004)
- Ralph Santolla – guitarrista (2005–2007, 2008, 2010–2011)
- Jack Owen – guitarrista (2004–2016)